# Randstad

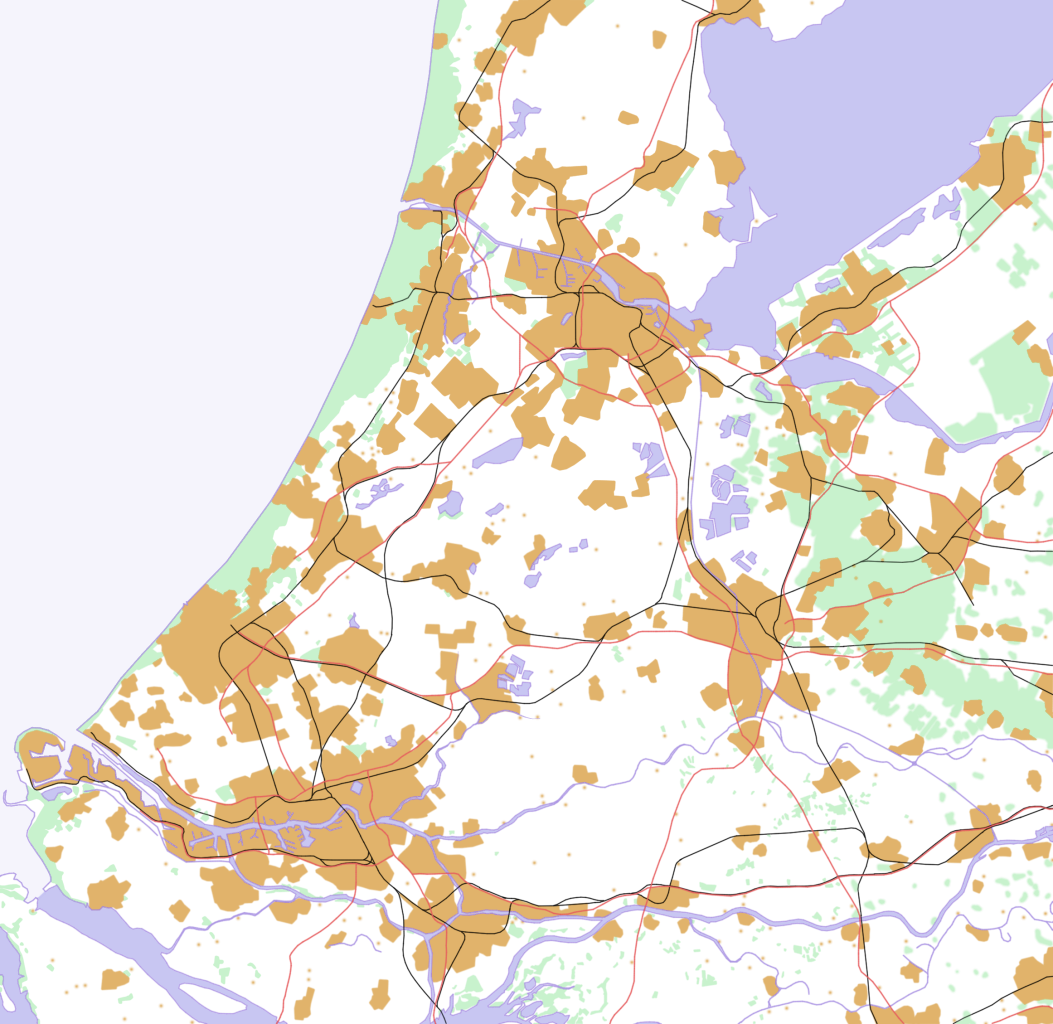
Schematyczna mapa Randstadu

Randstad, także Randstad Holland (dosł. „miasto obrzeżne”) – konurbacja w zachodniej Holandii w kształcie podkowy, obejmująca aglomeracje: Amsterdamu, Rotterdamu, Utrechtu i Hagi, a także Haarlem, Dordrecht, Leiden i inne miasta. Częściami Randstadu są Zuidvleugel i Groene Hart. Randstad jest ważnym obszarem zurbanizowanym Unii Europejskiej, który w 2009 roku liczył ponad 6,8 mln mieszkańców, co stanowi ponad 40% ludności Holandii.